# 小海米
小海米（学名：Carex pumila），又名矮生薹草，是莎草科薹草属的植物。分布于朝鲜、台湾岛、日本、俄罗斯远东地区以及中国大陆的江苏、河北、辽宁、浙江、福建、山东等地，常生于沿海地区的海边沙地，目前尚未由人工引种栽培。